# صالح (اسم)
اسم صالح (بالإنجليزية: Saleh)‏ هو اسم علم مذكر من أصل عربي يستخدم كاسم وكصفة تدل على أن الإنسان الذي لقب به يتصف بالصلاح والاستقامة.

## المعنى
اسم صالح يمتلك العديد من المعاني الحسنة؛ فمعناه الإنسان المستقيم المعتدل الذي يقوم بتأدية جميع المهام المطلوبة منه بضمير والاسم الجمع من صالح هو صوالِح.
عكس اسم صالح ومقابله بالمعنى هو الفاسد أو الطالح ويذكر كثيرًا في الأمثال والحياة.

## الشخصيات

### صالح
- صالح عليه السلام، نبي الله.
- صالح بن علي (711-769م)، قائد عباسي والحاكم في سوريا ومصر.
- صالح بن هارون الرشيد، ابن الخليفة العباسي هارون الرشيد، والدته ريم.
- صالح عبدالعزيز الراجحي، رجل أعمال سعودي.
- صالح عبدالعزيز الحداد، مواليد 1986 لاعب بالوثب الطويل في الكويت.

- صالح عشماوي (1910-1983م) سياسي مصري.

- صالح بوزوك (1881-1941م) ، ضابط عسكري تركي.
- صالح دورسون، لاعب كرة قدم تركي.
- صالح جوني، ممثل سينمائي تركي.
- صالح وداود الكويتي موسيقي عراقي.
- صالح المطلك، سياسي عراقي.
- صالح مسلم محمد، سياسي كردي من أصل سوري.
- صالح نفطجي، خبير اقتصادي مالي تركي.
- صالح أمورتاك، جنرال تركي.
- صالح أوزجان، لاعب كرة قدم تركي.
- صالح باشا مختلف الشعب العثماني.
- صالح سدير، لاعب كرة قدم عراقي.
- صالح أوجان، لاعب كرة قدم تركي.
- صالح حديار ، رئيس وزراء من الأويغور.
- صالح المقرري، رجل سعودي لامع.
- صالح العاروري، قائد في حركة حماس.
- صالح مهدي عماش، سياسي

### صالح اسم العائلة:[5]
- عبد العزيز صالح.
- عبد الرحمن صالح ، طيار وطبيب إندونيسي.
- آدم صالح، شخصية أمريكية على موقع يوتيوب.
- أحمد علي عبد الله صالح، القائد العسكري اليمني.
- علي عبد الله صالح، رئيس اليمن السابق.
- الله يار صالح، سياسي إيراني.
- أمر الله صالح، نائب الرئيس السابق والرئيس الشرعي السادس عشر لأفغانستان.
- أنس خالد الصالح (مواليد 1972) سياسي كويتي.
- برهم صالح، رئيس العراق (2018).
- فرحان صالح، كاتب وناشط لبناني.
- هاشم صالح لاعب كرة قدم عماني.
- جهان شاه صالح، طبيب إيراني.
- رادن صالح، رسام هولندي.
- روبرت صالح، مدرب كرة القدم الأمريكية.
- سانيا صالح (1935-1985م) ، شاعر سوري.
- الطيب صالح، كاتب سوداني.

### اسم صالح شخصيات خيالية
- صالح ، ساحر قوي وحكيم من شعار النار: أحجار مقدسة.
- صالح كوجوفالي، الاسم البديل لفارتولو ساديتين في البرنامج التلفزيوني التركي شكور.
- صالح، الخصم الرئيسي في حكايات إعادة الميلاد.
- صالح، شخصية ثانوية في الرسوم الكاريكاتورية المالازية.
- فاطمة صالح، مشتبه بها في عقول جنائية.